# سيليرون (كسانثي)
سيليرون (Σέλερον) هي مدينة في كسانثي في مقاطعة فوريا إلادا في اليونان.